# Charles Annez de Zillebeke
Charles-Alexandre Annez de Zillebeecke of Annez de Zillebeke (Brussel, 1791 - Kruibeke, 5 september 1850) was lid van het Belgisch Nationaal Congres.

## Levensloop
Jacques-Jean Annez de Zillebeke trouwde met de Beverse Jeanne Van den Bogaert, die een rijke erfdochter was. Hun zoon Charles-Alexander Annez en zijn vrouw Caroline De Jonghe waren de ouders van de hier behandelde ongehuwd gebleven zoon, Charles-Alexander Annez. Ze hadden ook nog een dochter Julie (1804-1844) die trouwde met generaal Philippe Herry (1796-1871) en van wie de enige en ongehuwd gebleven dochter Julienne Herry (1831-1911) het familiefortuin erfde. 
In 1815 was Annez, volgens het 'Brusselsch Archief' in Den Haag, luitenant in de Grande Armée (17de Linie). In mei 1815 werd hij met dezelfde graad opgenomen in het 40ste Bataljon van de Nederlandse infanterie, gekazerneerd in Nijmegen. In 1820 nam hij ontslag om zich voltijds te kunnen bezighouden met het beheer van de uitgestrekte eigendommen die hij bezat in de streek van Temse en er de landbouw te bevorderen. 
In 1830 nam hij deel aan het verzet tegen Willem I en zette zich in om de linkeroever van de Schelde te behoeden voor militair onheil.
Hij werd rond dezelfde tijd verkozen tot plaatsvervangend lid van het Nationaal Congres voor het arrondissement Sint-Niklaas. Op 10 december 1830 werd hij effectief lid, na het ontslag van graaf Philippe Vilain XIIII. Annez stemde voor hertog Karel van Oostenrijk-Teschen als kandidaat-koning en vervolgens voor Félix de Mérode als regent. Het eerste situeerde hem in de groep van degenen die nostalgie naar de Oostenrijkse tijd hadden, het tweede binnen het katholieke en weinig Fransgezinde kamp. In juni stemde hij wel voor Leopold van Saksen Coburg en voor de aanvaarding van het Verdrag der XVIII artikelen.
Op 2 juni 1831 benoemde de regering hem tot kolonel bevelhebber over het legioen in het kanton Temse. 
Op 2 augustus 1831 nam de Tiendaagse Veldtocht een aanvang. Annez en zijn troepen werden ingezet om het leger van Willem I in het gebied van Sint-Niklaas terug te slaan. Hij bleef nadien nog een paar legerfuncties uitoefenen tot einde 1832.
Annez woonde in Beveren-Waas en in Gent.